# Pierluigi Tami
Pierluigi Tami (Clusone, 12 september 1961) is een Zwitsers voetbalcoach en voormalig voetballer die speelde als verdediger.

## Carrière
Tami speelde tussen 1981 en 1984 voor FC Chiasso, in 1984 tekende hij een contract bij FC Locarno. Na vier seizoenen vertrok hij bij Locarno om te tekenen bij AC Bellinzona. Tussen 1990 en 1993 speelde hij voor FC Lugano om daarna zijn spelerscarrière te eindigen bij FC Locarno.
In 1999 werd hij coach van FC Locarno waar hij drie seizoenen coach was tot in 2002. Hetzelfde jaar ging hij aan de slag bij FC Lugano waar hij in 2003 werd ontslagen. In 2005 ging hij aan de slag bij de jeugdploegen van de Zwitserse nationale ploeg, waar hij tien jaar coach zou blijven.
Tussen 2015 en 2017 trainde hij Grasshopper en nadien ging hij aan de slag bij FC Lugano. In 2019 werd hij sportief directeur bij de nationale ploeg van Zwitserland.